# Gnaphosa campanulata
Gnaphosa campanulata är en spindelart som beskrevs av Zhang och Song 200. Gnaphosa campanulata ingår i släktet Gnaphosa och familjen plattbuksspindlar. Inga underarter finns listade i Catalogue of Life.